# Liste der Altenwohn- und Pflegeeinrichtungen in Kärnten
Die Liste der Altenwohn- und Pflegeeinrichtungen in Kärnten umfasst alle stationären Pflege- und Betreuungseinrichtungen in Kärnten, basierend auf dem Kärntner Pflegeatlas 2018 und der Pflegeplatzbörse des Landes Kärnten.

## Liste
| Name                                                           | Bezirk          | Gemeinde                   | Adresse Geokoordinaten                        | Träger                                                     | Foto |  |
| -------------------------------------------------------------- | --------------- | -------------------------- | --------------------------------------------- | ---------------------------------------------------------- | --- |  |
| Haus Steindorf                                                 | Feldkirchen     | Steindorf am Ossiacher See | Dorfstraße 74                                 | AHA-Gruppe Steindorf am Ossiachersee                       | AHA Gruppe Steindorf |  |
| Haus Theresia                                                  | Feldkirchen     | Feldkirchen                | Amthofgasse 1                                 | Kärntner Caritasverband                                    | Haus Theresia des Kärntner Caritasverbandes |  |
| Seniorenwohnheim Lindl                                         | Feldkirchen     | Feldkirchen                | Rottendorfer Straße 20                        | Sozialhilfeverband Feldkirchen                             | Seniorenwohnheim Lindl |  |
| Haus Abendruh                                                  | Feldkirchen     | Feldkirchen                | Martin-Luther-Straße 7                        | Diakonie                                                   | Haus Abendruh |  |
| Ernst-Schwarz-Haus                                             | Feldkirchen     | Feldkirchen                | Martin-Luther-Straße 12                       | Diakonie                                                   | Haus Abendruh |  |
| Alternativer Lebensraum Götzhaber Karl und Dietlind            | Feldkirchen     | Liebenfels                 | Haidach 12                                    | Karl und Dietlind Götzhaber                                | Alternativer Lebensraum Götzhaber Karl und Dietlind |  |
| Franziskusheim                                                 | Klagenfurt      | Klagenfurt                 | Feldkirchnerstraße 51                         | Kärntner Caritasverband                                    | Franziskusheim Klagenfurt |  |
| Haus Martha                                                    | Klagenfurt      | Klagenfurt                 | Viktringer Ring 34                            | Kärntner Caritasverband                                    | Haus Martha |  |
| Haus Sankt Peter                                               | Klagenfurt      | Klagenfurt                 | Harbacher Straße 72                           | Diakonie                                                   | Haus Sankt Peter |  |
| Pflegezentrum Kreuzbergl                                       | Klagenfurt      | Klagenfurt                 | Henselstraße 1A                               | Senecura                                                   | Pflegezentrum Kreuzbergl |  |
| Sozialzentrum Waldhaus                                         | Klagenfurt      | Klagenfurt                 | Karl Truppe Straße 7                          | Senecura                                                   | Waldhaus |  |
| Städtisches Seniorenheim Hülgerthpark                          | Klagenfurt      | Klagenfurt                 | Hülgerthpark 1, 3, 5                          | Stadt Klagenfurt                                           | Städtisches Seniorenheim Hülgerthpark |  |
| Seniorenwohn- und Pflegeheim Sozialwerk Providentia            | Klagenfurt      | Klagenfurt                 | Leitenweg 61                                  | Verein Sozialwerk Providentia                              | Städtisches Seniorenheim Hülgerthpark |  |
| Wie daham… Generationenpark Welzenegg                          | Klagenfurt      | Klagenfurt                 | Steingasse 180                                | Wie daham Scheiflinger Pflegeheim- und DienstleistungsGmbH | Wie daham… Generationenpark Welzenegg |  |
| Wie daham… Generationenpark St. Martin-Kreuzbergl              | Klagenfurt      | Klagenfurt                 | Jantschgasse 1                                | Wie daham Scheiflinger Pflegeheim- und DienstleistungsGmbH | Pflegezentrum Kreuzbergl |  |
| Wie daham… Generationenpark Waidmannsdorf                      | Klagenfurt      | Klagenfurt                 | Frodlgasse 6                                  | Wie daham Scheiflinger Pflegeheim- und DienstleistungsGmbH | Wie daham… Generationenpark Waidmannsdorf |  |
| Haus Harbach                                                   | Klagenfurt      | Klagenfurt                 | Harbacher Straße 68                           | Diakonie                                                   | Haus Harbach |  |
| AHA Haus Antonia                                               | Klagenfurt-Land | Poggersdorf                | Pischeldorf, Antoniaweg 8                     | AHA Gruppe                                                 | AHA Haus Antonia |  |
| AHA Haus Valentina                                             | Klagenfurt-Land | Feistritz im Rosental      | Matschacher Straße 90                         | AHA Gruppe                                                 | AHA Gruppe |  |
| Alternativer Lebensraum Lechner                                | Klagenfurt-Land | Ebenthal                   | Schwarz 38                                    | Kerstin Lechner                                            | Alternativer Lebensraum Lechner |  |
| Bezirksaltenwohnheim Ferlach-Rosental                          | Klagenfurt-Land | Ferlach                    | Franz-Pehr-Gasse 14                           | Sozialhilfeverband Klagenfurt-Land                         | Bezirksaltenwohnheim Ferlach-Rosental |  |
| Bezirksaltenwohnheim Tigring                                   | Klagenfurt-Land | Moosburg                   | Schloßstraße 10                               | Sozialhilfeverband Klagenfurt-Land                         | Moosburg Tigring Schlossstrasse 10 |  |
| AHA Seniorenzentrum Moosburg                                   | Klagenfurt-Land | Moosburg                   | Tischlerfeld 11                               | AHA Gruppe                                                 | AHA Seniorenzentrum Moosburg |  |
| Pflegekompetenzzentrum Lebenshilfe Kärnten                     | Klagenfurt-Land | Ebenthal                   | Schwarz 15                                    | Lebenshilfe Kärnten                                        | Lebenshilfe Seniorenheim Schwarz |  |
| Seniorenheimstätte Sekirn Wörthersee                           | Klagenfurt-Land | Maria Wörth                | Reifnitz, Seeweg 4–6                          | Seniorenheimstätte Sekirn GmbH                             | Seniorenheimstätte Sekirn Wörthersee |  |
| AHA Seniorenzentrum Grafendorf                                 | Hermagor        | Kirchbach                  | Gundersheim, Grafendorf 155                   | AHA Gruppe                                                 | AHA Seniorenzentrum Grafendorf, Gailtal |  |
| AVS Altenwohn- und Pflegeheim Hermagor                         | Hermagor        | Hermagor                   | Hauptstraße 51                                | Arbeitsvereinigung der Sozialhilfe Kärnten                 | AVS Alten-wohn- und Pflegeheim Hermagor |  |
| AVS Altenwohn- und Pflegeheim St. Stefan                       | Hermagor        | Sankt Stefan im Gailtal    | Schmölzing 17                                 | Arbeitsvereinigung der Sozialhilfe Kärnten                 | AVS Alten-wohn- und Pflegeheim Sankt Stefan im Gailtal, Schmölzing 17 |  |
| Caritas Haus Anna                                              | Sankt Veit      | Eberstein                  | Max Kohlaweg 6                                | Kärntner CaritasverbandCaritas Haus Anna                   | Kärntner Caritasverband Caritas Haus Anna |  |
| Caritas Haus Sankt Hemma                                       | Sankt Veit      | Friesach                   | Conventgasse 2                                | Kärntner Caritasverband                                    | |  |
| Deutscher Orden Haus Suavitas                                  | Sankt Veit      | Friesach                   | Petteneggallee 2                              | Deutscher Orden                                            | Deutscher Orden Haus Suavitas |  |
| Bezirksaltenheim Haus Sonnhang                                 | Sankt Veit      | Sankt Veit                 | Dr Arthur Lemisch Straße 57                   | Sozialhilfeverband St. Veit/Glan                           | Bezirksaltenheim Haus Sonnenhang |  |
| Bezirksaltenheim St. Salvator                                  | Sankt Veit      | Friesach                   | Sankt Johann 11                               | Sozialhilfeverband St. Veit/Glan                           | Bezirksaltenheim Haus Sonnenhang |  |
| Pflegeheim DaHeim Deutsch-Griffen                              | Sankt Veit      | Deutsch-Griffen            | Deutsch Griffen 130                           | Marianne Bacher                                            | Pflegeheim DaHeim |  |
| Pflegeheim Laetitia                                            | Sankt Veit      | Straßburg                  | Hauptstraße 51                                | Laetitia Management und Bildungs GmbH                      | Laetitia Pflegeheim, Straßburg |  |
| SeneCura Pflegezentrum St. Veit/Glan                           | Sankt Veit      | Sankt Veit                 | Untere Flurgasse 70                           | Senecura                                                   | SeneCura Pflegezentrum St. Veit/Glan |  |
| Alternativer Lebensraum Metnitzerhof                           | Sankt Veit      | Metnitz                    | Marktplatz 14                                 | Firma Schaar KG                                            | Alternativer Lebensraum Metnitzerhof |  |
| Alternativer Lebensraum Felsberger Griseldis                   | Sankt Veit      | Guttaring                  | Hollersberg 1                                 | Griseldis Felsberger                                       | Alternativer Lebensraum Felsberger Griseldis |  |
| Alternativer Lebensraum Haus Krenn                             | Sankt Veit      | Klein Sankt Paul           | Rauscherweg 5                                 | Doris Krenn                                                | Alternativer Lebensraum Haus Doris Krenn |  |
| Alternativer Lebensraum Haus Preiml                            | Sankt Veit      | Liebenfels                 | Maltheserstraße 16                            | Dorothea Preiml                                            | Alternativer Lebensraum Haus Preiml |  |
| Alternativer Lebensraum am Rabingerhof                         | Sankt Veit      | Hüttenberg                 | Gobertal 4                                    | Brigitte und Peter Ratheiser                               | Alternativer Lebensraum am Rabingerhof, Gobertal 4 |  |
| Alternativer Lebensraum Schmidhofer                            | Sankt Veit      | Sankt Veit                 | Donatusweg 2                                  | Firma Maria Schmidhofer                                    | |  |
| SeneCura Pflegezentrum Lurnfeld                                | Spittal         | Lurnfeld                   | Premersdorfer Straße 5                        | Senecura                                                   | SeneCura Pflegezentrum Lurnfeld, Kärntenl |  |
| AHA Seniorenzentrum Seeboden                                   | Spittal         | Seeboden                   | Kraut 1                                       | AHA Gruppe                                                 | AHA Seniorenzentrum Kraut 1, Seeboden am Millstättersee |  |
| AHA Seniorenzentrum Radenthein                                 | Spittal         | Radenthein                 | Hauptstraße 60                                | AHA Gruppe                                                 | AHA Seniorenzentrum, Anderes Haus des Alterns, Hauptstraße 60, Radenthein |  |
| Caritas Haus Michael                                           | Spittal         | Obervellach                | Hauptstraße 27                                | Kärntner Caritasverband                                    | Caritas Haus St.Michael, Hauptstraße 27, Obervellach |  |
| SeneCura Sozialzentrum Mühldorf                                | Spittal         | Mühldorf                   | Mühldorf 260                                  | Senecura                                                   | SeneCura Sozialzentrum Mühldorf.jpg |  |
| Diakonie Haus Bethesda                                         | Spittal         | Spittal an der Drau        | Lagerstraße 20                                | Diakonie                                                   | Haus Bethesda.jpg |  |
| SHV Seniorenwohnheim Albertini                                 | Spittal         | Spittal an der Drau        | Dr.-Albertini-Straße 6                        | Sozialhilfeverband Spittal                                 | Haus Albertini.jpg |  |
| SHV Seniorenwohnheim St. Laurentius                            | Spittal         | Winklern                   | Winklern 210                                  | Sozialhilfeverband Spittal                                 | Altenwohn- und Pflegeheim St. Laurentius |  |
| SHV Pflegeheim Gmünd                                           | Spittal         | Gmünd                      | Riesertratte 45                               | Sozialhilfeverband Spittal                                 | Altenwohn- und Pflegeheim Gmünd |  |
| SHV Pflegeheim Marienheim                                      | Spittal         | Spittal an der Drau        | Gmündner Straße 3                             | Sozialhilfeverband Spittal                                 | Altenwohn- und Pflegeheim Marienheim |  |
| SHV Pflegeheim Peinten                                         | Spittal         | Spittal an der Drau        | Peintenstraße 3                               | Sozialhilfeverband Spittal                                 | Altenwohn- und Pflegeheim Peinten |  |
| Seniorenzentrum Steinfeld                                      | Spittal         | Steinfeld                  | 10. Oktober Straße 30                         | Sozialhilfeverband Spittal                                 | Seniorenzentrum Steinfeld |  |
| Diakonie Haus Maria Gail                                       | Villach         | Villach                    | Arnold-Clementschitsch-Straße 55              | Diakonie                                                   | Diakonie de La Tour Haus Villach Maria Gail |  |
| AHA Seniorenresidenz Draupark                                  | Villach         | Villach                    | Kassinsteig 2                                 | AHA Gruppe                                                 | Seniorenzentrum Steinfeld |  |
| AHA Seniorenresidenz St. Johanner Höhe                         | Villach         | Villach                    | Arnulfweg 8                                   | AHA Gruppe                                                 | AHA Seniorenresidenz Villach St. Johanner Höhe |  |
| AHA Seniorenresidenz Untere Fellach                            | Villach         | Villach                    | Mahrhöflweg 17                                | AHA Gruppe                                                 | AHA Seniorenresidenz Villach St.Martin, Haus Untere Fellach |  |
| AVS Altenwohn- und Pflegeheim Sonne                            | Villach         | Villach                    | Bärengrabenstraße 35                          | Arbeitsvereinigung der Sozialhilfe Kärntens                | AHA Seniorenresidenz Villach St.Martin, Haus Untere Fellach |  |
| SeneCura Pflegezentrum Villach                                 | Villach         | Villach                    | Ernst-Pliwa-Gasse 8                           | Senecura                                                   | SeneCura Pflegezentrum Villach, Ernst-Pliwa-Gasse 8 |  |
| SeneCura Pflegezentrum Villach                                 | Villach         | Villach                    | Lindenweg 93                                  | Senecura                                                   | SeneCura Pflegezentrum Villach, Vassach, Lindenweg 93 |  |
| Seniorenwohnheim der Volkshilfe St. Martin                     | Villach         | Villach                    | Schlossgasse 4                                | Volkshilfe Kärnten                                         | Seniorenwohnheim der Volkshilfe in Villach |  |
| AHA Seniorenzentrum Haus Julienhöhe                            | Villach-Land    | Treffen                    | Julienhöhestraße 41                           | AHA Gruppe                                                 | AHA Seniorenzentrum Julienhöhe, Treffen am Ossiachersee |  |
| AHA Seniorenzentrum Haus Monika                                | Villach-Land    | Velden                     | Duelerstraße 8                                | AHA Gruppe                                                 | AHA Seniorenzentrum Haus Monika |  |
| Caritas Haus Klara                                             | Villach-Land    | Sankt Jakob im Rosental    | Maria Elend 79                                | Kärntner Caritasverband                                    | Kärntner Caritasverband |  |
| Diakonie Haus Elvine                                           | Villach-Land    | Treffen                    | Tarmannweg 3                                  | Diakonie                                                   | Haus Elvine, Alten-, Wohn- und Pflegeheim der Diakonie de la Tour, Treffen am Ossiachersee |  |
| Diakonie Haus Elim                                             | Villach-Land    | Treffen                    | Tarmannweg 6                                  | Diakonie                                                   | Diakonie Haus, Tarmannweg 6, Treffen am Ossiachersee |  |
| Laetitia Pflegeheim Haus Treffen                               | Villach-Land    | Treffen                    | Eichrainweg 3                                 | Laetitia Management und Bildungs GmbH                      | Laetitia Haus Treffen, Alten-, Pflegeheim, Treffen am Ossiachersee, Bezirk Villach Land |  |
| SeneCura Sozialzentrum Afritz am See                           | Villach-Land    | Afritz am See              | Seestraße 5                                   | Senecura                                                   | SeneCura Sozialzentrum Afritz am See |  |
| SeneCura Pflegezentrum Arnoldstein                             | Villach-Land    | Arnoldstein                | Sonnenstraße 1                                | Senecura                                                   | SeneCura Sozialzentrum Arnoldstein |  |
| Senioren-Wohnanlage Wernberg                                   | Villach-Land    | Wernberg                   | Oberpfälzerweg 2                              | Sozialhilfeverband Villach Land                            | Senioren-Wohnheim Wernberg |  |
| Senioren-Wohnanlage Drautal                                    | Villach-Land    | Paternion                  | Feistritz an der Drau, Dr. Kalteneggerweg 163 | Sozialhilfeverband Villach Land                            | Senioren-Wohnanlage Drautal |  |
| MaVida Park Velden                                             | Villach-Land    | Velden                     | Duelerstraße 6                                | AHA Gruppe                                                 | MaVida Park Velden |  |
| Pflegeheim Haus Velden-Selpritsch                              | Villach-Land    | Velden                     | Laetitiaweg 8                                 | Laetitia Management und Bildungs GmbH                      | Pflegeheim Haus Velden-Selpritsch |  |
| Alternativer Lebensraum Anna-Maria                             | Villach-Land    | Finkenstein                | Ledenitzen, Vincaweg 10                       | Anna-Maria Smole                                           | Alternativer Lebensraum Anna-Maria Smole |  |
| Alternativer Lebensraum Lindnerhof                             | Villach-Land    | Velden                     | Rainerweg 11                                  | Marion Tonitz                                              | Alternativer Lebensraum Lindnerhof |  |
| Alternativer Lebensraum Rauter                                 | Villach-Land    | Paternion                  | Nikelsdorf, Sonnrainweg 88                    | Marilyn Rauter                                             | Alternativer Lebensraum Rauter Marilyn, Nikelsdorf, Paternion |  |
| Alternativer Lebensraum Sunnseit´n                             | Villach-Land    | Afritz am See              | Tobitsch 35                                   | Sintija Ofner                                              | Alternativer Lebensraum Sunnseitn |  |
| Caritas-Institut Gregorhof                                     | Völkermarkt     | Eisenkappel-Vellach        | Bad Eisenkappel 211                           | Kärntner Caritasverband                                    | Caritas-Institut Gregorhof |  |
| Pflegeheim der Schulschwestern / Solske sestre – dom ostarelih | Völkermarkt     | Bleiburg                   | Heimstraße 1                                  | Schulschwestern vom heiligen Franziskus                    | Pflegeheim der Schulschwestern / Solske sestre – dom ostarelih, Bleiburg / Pliberk |  |
| Seniorenzentrum Neuhaus                                        | Völkermarkt     | Neuhaus                    | Pudlach 33                                    |                                                            | Seniorenzentrum Neuhaus, Pudlach 33 |  |
| Seniorenzentrum Völkermarkt                                    | Völkermarkt     | Völkermarkt                | Nibelungenstraße 26                           | Seniorenzentrum                                            | 46.6554585 14.62535 |  |
| Seniorenzentrum Kühnsdorf                                      | Völkermarkt     | Eberndorf                  | Kühnsdorf, Mitte 100                          | Sozialhilfeverband Völkermarkt                             | Sozialhilfeverband Völkermarkt |  |
| Alternativer Lebensraum Claudia Ellersdorfer                   | Völkermarkt     | Griffen                    | Rausch 3                                      | Claudia Ellersdorfer                                       | Alternativer Lebensraum Claudia Ellersdorfer, Griffen |  |
| Alternativer Lebensraum Haus Helga                             | Völkermarkt     | Griffen                    | Rauscherstraße Nr. 2                          | Familie Fritzl & Marbek                                    | Alternativer Lebensraum Huas Helga, Rauscherstraße Nr. 2 |  |
| Alternativer Lebensraum Doris Tschekon                         | Völkermarkt     | Ruden                      | Unternberg 12                                 | Doris Tschekon                                             | Alternativer Lebensraum Doris Tschekon, Gemeinde Ruden |  |
| Alternativer Lebensraum Edith Zangl                            | Völkermarkt     | Ruden                      | Sankt Radegund 33                             | Edith Zangl                                                | Alternativer Lebensraum Edith Zangl, St. Radegund 33, Ruden, Kärnten |  |
| Alternativer Lebensraum Rapatz Zenzi                           | Völkermarkt     | Griffen                    | Pustritz 73                                   | Zenzi Rapatz                                               | Alternativer Lebensraum Rapatz, Pustritz 73 |  |
| Alternativer Lebensraum Haus der Begegnung Tomasch Hildegard   | Völkermarkt     | Ruden                      | Kleindiex 33                                  | Hildegard Tomasch                                          | Alternativer Lebensraum Hildegard Tomasch, Haus der Begegnung, Kleindiex Nr. 33, Ruden, Kärnten |  |
| Caritas Haus Elisabeth                                         | Wolfsberg       | Sankt Andrä                | Sankt Andrä 1                                 | Kärntner Caritasverband                                    | Caritas Haus Elisabeth |  |
| Alternativer Lebensraum Marianne Lackner                       | Wolfsberg       | Wolfsberg                  | Sankt Stefan, Sankt Marein 96                 | Marianne Lackner                                           | Alternativer Lebensraum Haus Mariann Lackner, St.Marein Nr. 96, Wolfsberg |  |
| Alternativer Lebensraum Haus Niesl                             | Wolfsberg       | Wolfsberg                  | Eitweg 197                                    | Manfred Niesl                                              | Alternativer Lebensraum Haus Niesl, Eitweg Nr. 197, Gemeinde St.Andrä im Lavanttal |  |
| AVS Haus Lavendel                                              | Wolfsberg       | Sankt Paul                 | Trattenstraße 31                              | Arbeitsvereinigung der Sozialhilfe Kärntens                | AVS Haus Lavendel, Sankt Paul im Lavanttal, Bezirk Wolfsberg |  |
| SeneCura Frantschach-St. Gertraud                              | Wolfsberg       | Frantschach-Sankt Gertraud | Frantschach 46                                | Senecura                                                   | SeneCura Sozialzentrum Frantschach Sankt Gertraud |  |
| Senioren- und Pflegeheim Klösch                                | Wolfsberg       | Lavamünd                   | Achalm 47                                     | Adelheit Klösch                                            | Bild gesucht Die Wikipedia wünscht sich an dieser Stelle ein Bild vom Ort mit diesen Koordinaten 46.6633483 14.9351131 . Motiv: Senioren- und Pflegeheim Klösch Falls du dabei helfen möchtest, erklärt die Anleitung , wie das geht. BW |  |
| SeneCura Sozialzentrum Bad St. Leonhard                        | Wolfsberg       | Bad Sankt Leonhard         | Bachweg 580                                   | Senecura                                                   | SeneCura Bad Sankt Leonhard |  |
| SeneCura Sozialzentrum Wolfsberg                               | Wolfsberg       | Wolfsberg                  | Sankt Michaelerstraße 63                      | Senecura                                                   | SeneCura Wolfsberg |  |
| Alternativer Lebensraum Skorianz Susanne & Markus              | Wolfsberg       | Wolfsberg                  | Sankt Stefan, Dorfstraße 1                    | Skorianz Altenwohnheim, Wolfsberg                          | Haus Skorianz |  |
| SHV – Bezirksseniorenwohn- und Pflegeheim Wolfsberg            | Wolfsberg       | Wolfsberg                  | Koschatstraße 19                              | Sozialhilfeverband Wolfsberg                               | SHV Sozialhilfeverband Wolfsberg, Koschatstraße 19 |  |
| Alternativer Lebensraum Wilhelmer Christa & Kurt               | Wolfsberg       | Wolfsberg                  | Prebl 74a                                     | Kurt und Christa Wilhelmer                                 | Haus Wilhelmer, Prebl 74a |  |